# Редькино (селище, Дмитровський міський округ)
Редькино — селище в Дмитровському районі Московської області.

## Розташування
Селище Редькіно входило до складу міського поселення Дмитров. Найближчі населені пункти, Іванцево, Пуриха.

## Населення
Станом на 2010 рік у селі проживало 0 людей
.